# John Thomson Mason, Jr.
John Thomson Mason, Jr. (* 9. Mai 1815 bei Montpelier nahe Hagerstown, Maryland; † 28. März 1873 in Elkton, Maryland) war ein US-amerikanischer Jurist und Politiker (Demokratische Partei).

## Werdegang
Mason wurde durch einen Privatlehrer unterrichtet und graduierte dann 1836 am Princeton College. Er studierte Jura, wurde als Anwalt zugelassen und eröffnete dann 1838 eine eigene Anwaltspraxis in Hagerstown. Ferner war er von 1838 bis 1839 im Senat von Maryland tätig. Danach wurde er als Demokrat in den 27. US-Kongress gewählt, wo er den 6. Wahldistrikt von Maryland vertrat. Er verblieb dort vom 4. März 1841 bis zum 3. März 1843. Später war er von 1851 bis 1857 als Richter am Maryland Court of Appeals tätig. Im selben Jahr fing er in Baltimore als U.S. Collector of Customs zu arbeiten an, eine Tätigkeit, die er bis 1861 ausübte. Anschließend zog er nach Annapolis. Dann war er von 1872 bis zu seinem Tod 1873 als Secretary of State von Maryland tätig.
Er wurde auf dem Rose Hill Cemetery in Hagerstown beigesetzt.

## Familie
Er war der Sohn von John Thomson Mason (1765–1824) und Elizabeth (Beltzhoover) Mason (1781–1836), Enkel von Thomas Mason, Großneffe von George Mason und Neffe von Stevens Thomson Mason (1760–1803). Ferner war er Cousin ersten Grades von Armistead Thomson Mason, John Thomson Mason (1787–1850), James Murray Mason, Stevens Thomson Mason (1811–1843) und Cousin zweiten Grades von Thomson Francis Mason. Am 14. Dezember 1842 heiratete er Margaret Augusta Cowan (1821–1899).